# Pomnik Męczenników Katynia w Tatabánya
Pomnik Męczenników Katynia w Tatabánya (węg. Katyńi Mártírok Emlékoszlopa Tatabányán) – obelisk upamiętniający ofiary zbrodni katyńskiej oraz katastrofy polskiego samolotu Tu-154 w Smoleńsku znajdujący się w mieście Tatabánya na Węgrzech, ufundowany przez lokalną społeczność.

## Forma i otoczenie pomnika
Obelisk wykonano z drewna na wzór starowęgierskich nagrobków słupowych, zwanych drzewcami kopijnymi (kopijnikami). Szczyt pomnika ma kształt polskiej rogatywki wojskowej, pod nią wyrzeźbiono motyw przypominający tabernakulum z krzyżem oraz polskie godło państwowe. Poniżej wyrzeźbiono napis: 

Pamięci 22 tysięcy polskich męczenników zamordowanych w 1940 r. w Katyniu oraz ofiar polskiej katastrofy lotniczej pod Smoleńskiem w 2010 r.

Pomnik, którego twórcą jest Ernő Cs. Kissa, węgierski rzeźbiarz ludowy z Tata, postawiono przy placu Aradskich Męczenników (węg. Aradi Vértanúk – 13 węgierskich generałów straconych w 1849 roku w Aradzie po klęsce powstania węgierskiego 1848–1849) w pobliżu ustawionych wcześniej 13 słupów pamiątkowych ku czci Aradskich Męczenników. Jak podkreślił dr Miklós Petrássy, przedstawiciel miejscowego Stowarzyszenia Ochronnego i Rady Miasta: 

Wyrazem szacunku dla bratniego narodu polskiego jest to, że polski pomnik postawiliśmy obok pomnika najbardziej szanowanych męczenników naszej historii.

## Uroczystości
Uroczystość odsłonięcia pomnika odbyła się 1 sierpnia 2010 przy placu Aradskich Męczenników w 66. rocznicę wybuchu powstania warszawskiego; zgromadzili się na niej mieszkańcy miasta, miejscowa Polonia, przedstawiciel ambasady węgierskiej w Polsce, radca Imre Molnár, oraz przedstawiciele Rady Miasta Tatabánya. Obecny był pododdział węgierskiego wojska z Wojewódzkiego Garnizonu Wojska Węgierskiego oraz poczet sztandarowy historycznego polonijnego Legionu im. gen. Józefa Wysockiego w dawnych mundurach wojskowych. Na uroczystości nie było natomiast przedstawiciela polskiej ambasady. Uroczystość odsłonięcia pomnika rozpoczęła się dokładnie w Godzinę „W” od odśpiewania hymnu Polski i hymnu Węgier. Miały miejsce przemówienia i część artystyczna. Poświęcenia obelisku dokonał tytularny kanonik miasta Tatabánya, ks. László Nagy.
7 września 2010 przed pomnikiem w Tatabánya delegacja polskich parlamentarzystów złożyła wieniec w podzięce narodowi węgierskiemu; w uroczystości wzięła udział przedstawicielka parlamentu węgierskiego, poseł Ilona Ékesi, oraz przedstawiciele ambasady polskiej na Węgrzech, Polonii węgierskiej i władz miasta Tatabánya.